# Casa museo Mazzarino
La Casa museo Mazzarino dedicata al cardinale Giulio Mazzarino è situata a Pescina (AQ) in Abruzzo. 

## Storia
La casa museo, dedicata al cardinale Mazzarino nato a Pescina nel 1602, principale ministro di Francia durante il regno di Luigi XIV dal 1642 al 1661, è ospitata in una palazzina situata nella parte più alta della cittadina marsicana, non distante dalla tomba di Ignazio Silone situata alla base del campanile di San Berardo. La casa antica andò distrutta durante il terremoto della Marsica del 1915.
L'edificio fu ricostruito, grazie all'impegno del mecenate lombardo l'ingegnere Gervaso Rancilio, a cominciare dal 1970-1971. Al termine dei lavori, il 29 giugno 1972, fu inaugurato il museo. La palazzina è stata innalzata inglobando i resti della casa natale di Mazzarino. L'allestimento fu reso possibile in particolare grazie alla collaborazione della biblioteca Mazzarino di Parigi, diretta da Madeleine Laurain-Portemer, e dell'associazione italo-francese SAMAP, di cui fu direttore il politico francese Maurice Schumann. 
La struttura, dotata di biblioteca, sala lettura e sala conferenze, ospita rassegne e convegni incentrati sulla figura di Mazzarino.

## Collezione
La casa museo ospita vari documenti e atti, i libri e gli scritti del cardinale e sulla sua vita, i cimeli, varie opere come stampe ed arazzi, lo stemma di Giulio Mazzarino. Un volume manoscritto del  XVIII secolo 
di Luigi Parlati è stato donato alla collezione da Antonio Villanucci.